# Сен-Грегуар-д’Арден
Сен-Грегуа́р-д’Арде́н (фр. Saint-Grégoire-d’Ardennes) — коммуна во Франции, находится в регионе Пуату — Шаранта. Департамент коммуны — Приморская Шаранта. Входит в состав кантона Сен-Жени-де-Сентонж. Округ коммуны — Жонзак.
Код INSEE коммуны — 17343.

## Население
Население коммуны на 2010 год составляло 134 человека.
| 1962 | 1968 | 1975 | 1982 | 1990 | 1999 | 2010 |
| ---- | ---- | ---- | ---- | ---- | ---- | ---- |
| 147  | 140  | 142  | 153  | 134  | 118  | 134  |